# Pterolophia alternata
Pterolophia alternata är en skalbaggsart som beskrevs av J. Linsley Gressitt 1938. Pterolophia alternata ingår i släktet Pterolophia och familjen långhorningar. Inga underarter finns listade i Catalogue of Life.